# Manuel Zelaya
 José Manuel Zelaya Rosales  (n. 20 septembrie 1952, Catacamas⁠(d), Departamentul Olancho, Honduras) a fost la 27 ianuarie 2006 ales ca președinte în Honduras, el fiind succesorul lui Ricardo Maduro. La 28 iunie 2009 din cauza unui conflict cu privire la constituție, este înlăturat de la conducere de armată.